# Staszów (Mazovie)
Pour les articles homonymes, voir Staszów (homonymie).
Staszów (prononciation : [ˈstaʂuf]) est un village polonais de la gmina de Kozienice dans le powiat de Kozienice de la voïvodie de Mazovie dans le centre-est de la Pologne.
Il se situe à environ 6 kilomètres à l'est de Kozienice (siège du powiat) et à 85 kilomètres au sud-est de Varsovie (capitale de la Pologne).
Le village possède approximativement une population de 200 habitants.

## Histoire
De 1975 à 1998, le village appartenait administrativement à la voïvodie de Radom.